# 東濃鉄道笠原線
笠原線（かさはらせん）とは、かつて岐阜県多治見市の新多治見駅から土岐郡笠原町（現・多治見市）の笠原駅までを結んでいた東濃鉄道の鉄道路線である。沿線の主産業である陶磁器原料および製品を運搬する目的で敷設され、旅客営業も行っていたが、末期はモータリゼーションの煽りを受けて1971年に旅客営業が休止され、1978年に貨物営業も廃止された。なお、同鉄道は鉄道事業廃止後も社名を変更せずに、継続してバス運行事業を行っている。

## 歴史
- 1924年（大正13年）
  - 3月20日 - 地方鉄道法による電気鉄道敷設免許[2]
  - 4月22日 - 笠原鉄道株式会社設立[3][4]
- 1928年（昭和3年）7月1日 - 笠原鉄道として新多治見駅 - 笠原駅が蒸気動力により開業[5]
- 1929年（昭和4年）6月19日 - 鉄道免許状下付（土岐郡下石町-東春日井郡水野村間）[6]
- 1936年（昭和11年） - ガソリン動車運転開始
- 1937年（昭和12年）6月1日 - 多治見駅にスイッチバックする形で0.3km延伸、ガソリンカー発着線を新設[7][8]
- 1939年（昭和14年）3月2日 - 鉄道起業廃止許可（土岐郡下石町-愛知県東春日井郡水野村間）[9]
- 1944年（昭和19年）3月1日 - 笠原鉄道が駄知鉄道等と合併し、東濃鉄道の笠原線となる
- 1953年（昭和28年）3月 - ディーゼル機関車入線により客貨分離
- 1958年（昭和33年） - 笠原線多治見駅廃止、営業キロ0.3km短縮[10]
- 1971年（昭和46年）6月13日 - 乗客数の減少により、笠原線の旅客鉄道営業休止。貨物営業のみとなる
- 1973年（昭和48年）3月24日 - 下滝呂駅、滝呂駅廃止[11]
- 1978年（昭和53年）11月1日 - 全線廃止。東濃鉄道は鉄道事業廃止

## 路線データ
廃止時点
- 路線距離（営業キロ）：4.6km
- 軌間：1067mm
- 駅数：4駅
- 複線区間：なし（全線単線）
- 電化区間：なし（全線非電化）

## 運転
1962年（昭和37年）現在
旅客列車
14往復（途中折返なし）、所要14分
貨物列車
7往復、うち2往復は新多治見 - 市之倉口

## 車両

### 蒸気機関車
笠1形 - 笠1, 笠2
元は1896年（明治29年）英国ダブス社製の西成鉄道甲1形である。国有化により1150形、さらに佐久鉄道 (1, 3) を経て笠原鉄道1形 (Nos.1, 2) となった。1944年（昭和19年）の東濃鉄道成立後は、旧駄知鉄道1形 (1, 2) と区別するため、笠1形と改称している。1953年（昭和28年）廃車。

### ディーゼル機関車
DB181形 - DB181
1940年（昭和15年）に新潟鐵工所で海軍策二燃料廠（四日市）向けに製造したものを財務局から1952年（昭和27年）に譲受したセミセンターキャブの機械式凸形機関車で、車体延長・エンジン換装の上1953年（昭和28年）に新造名目で使用を開始した。伝達機構はロッド式である。1967年（昭和42年）廃車。
DC182形 - DC182
1955年（昭和30年）に新造名目で投入したL形の機械式機関車だが、元は1933年（昭和8年）に日本車輌が内務省向けに製造したものとされる。元は船舶用の機関を積んでいたため高いエンジンルームのエンドキャブ形だったが、入線時にエンジン換装に伴ってこの部分の背を低くしている。伝達機構はロッド式である。1971年（昭和46年）廃車。
DD100形 - DD105, DD106
1964年（昭和39年）に大井川鉄道から譲受したセンターキャブの凸形液体式機関車で、井川線の車両限界に由来する低く平たいキャブが特徴。1978年（昭和53年）の廃線まで使用され、廃線後はDD105が同年に廃止された北恵那鉄道線の撤去工事用に譲られ、DD106は他ならぬ笠原線の撤去工事で使用された。

### 気動車
変速方式は全て機械式である。
キハ1形 - キハ1, キハ2
キハ1は笠原鉄道が1936年（昭和11年）に新製した日本車輌製のガソリンカー、キハ2は駄知鉄道が1929年（昭和4年）に新製した松井自動車工作所製のガソリンカーのジハ1（1932年にキハ1に改称）を1949年（昭和24年）の笠原線転属時に改番したもの。いずれも二軸車で、2両とも片側の車端部に荷台が設置されていた。2両とも1956年（昭和31年）に廃車されたが、キハ1の車体は廃車後の一時期、笠原駅構内で物置として利用されていた。
キハ10形 - キハ12
駄知鉄道が1931年（昭和6年）に新製した日本車輌製のガソリンカー。片ボギー車で、ボギー台車側の車端部に荷台が設置されていた。1950年（昭和25年）の駄知線電化時に笠原線に転属したが、1963年（昭和38年）に廃車された。
キハ20形 - キハ23
駄知鉄道が1933年（昭和8年）9月に新製した日本車輌製のガソリンカー。キハ12に比べて大型化されており、両側に荷台が付いたボギー車となった。エンジンはウォーケシャ6SRL (79ps) を搭載。1941年（昭和16年）8月には木炭瓦斯発生装置を搭載。駄知線電化時に休車となったが1952年（昭和27年）にディーゼルエンジン（三菱DB5L機関 (105ps) ）に換装して笠原線に転属し、1971年（昭和46年）の旅客営業廃止まで使用された。
キハ500形 - キハ501, キハ502
キハ501は1953年（昭和28年）に国鉄から譲受した買収気動車で、元は1931年（昭和6年）に播丹鉄道が梅鉢鉄工所で新製したガソリンカーのレカ15が1941年（昭和16年）にキハ500、1943年（昭和18年）の買収時にキハ40350となったもの。ボギー車で、元は両側に荷台が付いていたが、東濃入線時に荷台部分の車体延長とディーゼルエンジン（日野DA57 (100ps) ）への換装が行われている。車体延長により定員は92人となった。1962年（昭和37年）には、変速機の交換を行った。
キハ502は1965年（昭和40年）にその前年廃線となった防石鉄道から譲受したものだが、元は中国鉄道が1934年（昭和9年）に日本車輌で新造したガソリンカーのキハニ172である。搭載エンジンは、ウォーケシャ6RB (78ps) 。1944年（昭和19年）の買収時もそのままの番号であったが1949年（昭和24年）に廃車となり、1952年（昭和27年）に防石鉄道が譲受してキハニ101となった。この時にディーゼルエンジン（日野DA54 (80ps) ）に換装されている。ボギー車で、旧荷物室側に荷台がある。定員は100人。
いずれも1971年（昭和46年）の旅客廃営業廃止まで使用されていた。

### 客車
ハ1-4
開業時に筑波鉄道 (初代)より購入した木製2軸客車。元は国鉄ロ777・779・787・781（形式775）竣工図によると明治5年新橋工場製

## 駅一覧
- 全駅岐阜県に所在。
- 接続路線・所在地は路線廃止時点のもの（今尾 (2008)に基づく）。

| 駅名       | 営業キロ | 営業キロ | 接続路線                                  | 所在地        |
| 駅名       | 駅間     | 累計     | 接続路線                                  | 所在地        |
| ---------- | -------- | -------- | ----------------------------------------- | ------------- |
| 新多治見駅 | 0.3      | 0.0      | 日本国有鉄道：中央本線・太多線 ⇒ 多治見駅 | 多治見市      |
| 本多治見駅 | 0.6      | 0.6      |                                           | 多治見市      |
| 市之倉口駅 | 1.2      | 1.8      |                                           | 多治見市      |
| 笠原駅     | 2.8      | 4.6      |                                           | 土岐郡 笠原町 |

### 1958年廃止区間
括弧内は累計営業キロ。
- 新多治見駅 (0.0 km) - 多治見駅 (0.3 km)

### 廃駅
いずれも全線廃止に先立ち、1973年3月24日に廃止。
- 下滝呂駅：市之倉口 - 滝呂間、新多治見駅起点2.4 km。
- 滝呂駅：下滝呂 - 笠原間、新多治見駅起点3.2 km。

## 輸送・収支実績
| 年度 | 乗客（人） | 貨物量（トン） | 営業収入（円） | 営業費（円） | 益金（円） | その他益金（円）          | その他損金（円）          | 支払利子（円） | 政府補助金（円） |
| ---- | ---------- | -------------- | -------------- | ------------ | ---------- | ------------------------- | ------------------------- | -------------- | ---------------- |
| 1928 | 206,386    | 29,887         | 35,720         | 30,101       | 5,619      |                           | 雑損624                   | 4,047          |                  |
| 1929 | 196,747    | 45,396         | 67,529         | 43,443       | 24,086     |                           | 雑損償却金11,265 自動車74 | 13,364         |                  |
| 1930 | 117,833    | 35,900         | 34,138         | 25,625       | 8,513      |                           | 雑損17自動車785           | 13,628         |                  |
| 1931 | 110,094    | 34,159         | 31,648         | 20,245       | 11,403     | 自動車70                  |                           | 14,600         |                  |
| 1932 | 99,140     | 40,427         | 33,834         | 22,482       | 11,352     | 自動車997                 | 雑損1,138                 | 14,553         |                  |
| 1933 | 112,185    | 52,240         | 40,381         | 35,363       | 5,018      | 自動車3,142               | 償却10,687                | 14,640         | 18,759           |
| 1934 | 102,603    | 53,746         | 37,515         | 34,491       | 3,024      | 自動車3,605               |                           | 12,805         | 20,093           |
| 1935 | 78,342     | 44,270         | 31,283         | 27,180       | 4,103      | 自動車1,818 債務免除1,379 | 雑損償却金15,802          | 10,351         | 19,691           |
| 1936 | 75,847     | 38,050         | 29,847         | 26,756       | 3,091      | 自動車1,815               | 雑損償却金7,777           | 8,590          | 19,555           |
| 1937 | 104,330    | 39,284         | 32,657         | 30,171       | 2,486      | 自動車5,276               | 雑損1,066 償却金10,854    | 7,680          | 15,898           |
| 1939 | 155,219    | 51,942         |                |              |            |                           |                           |                |                  |
| 1941 | 397,667    | 78,642         |                |              |            |                           |                           |                |                  |
| 1943 | 809,255    | 101,999        |                |              |            |                           |                           |                |                  |
| 1945 | 1,485,206  | 72,954         |                |              |            |                           |                           |                |                  |

- 鉄道統計資料、鉄道統計、国有鉄道陸運統計各年度版

## 廃線後
廃線となった翌年の1979年（昭和54年）、多治見市は線路跡を自転車専用道路・歩行者専用道路として整備することを決定し、平和町 - 滝呂町の整備を行い1998年（平成10年）完成した。2006年（平成18年）多治見市は笠原町と合併したことから、合併記念事業として滝呂町 - 笠原町の延長整備が行われている。この専用道路は「陶彩の径」と名付けられ、沿道には桜が植栽されたことから桜の名所となっている。